# Vittsjö GIK
Der Vittsjö GIK (vollständiger Name Vittsjö Gymnastik- & Idrottsklubb) ist ein Sportverein im südschwedischen Vittsjö, der am 22. November 1933 gegründet wurde. Bekannt wurde der Verein insbesondere durch seine Frauenfußballabteilung, die seit 2012 in der höchsten schwedischen Liga, der Damallsvenskan, spielt.

## Frauenfußball

### Geschichte
Im Jahr 2008 gelang dem Verein erstmals der Aufstieg in die damals zweitklassige Division 1, aus der der Verein 2011 als Meister der Südstaffel in die Damallsvenskan aufstieg. Dort belegte man in den Spielzeiten 2012 und 2013 den sechsten beziehungsweise achten Tabellenplatz.

### Stadion
Der Verein trägt seine Heimspiele im 1.500 Zuschauer fassenden Vittsjö IP aus, das im Jahr 2012 renoviert wurde.

### Bekannte Spielerinnen
- Danesha Adams, US-amerikanische Nationalspielerin (2012)
- Mandy van den Berg, niederländische Nationalspielerin (2012–2014)
- Ifeoma Dieke, schottische Nationalspielerin (seit 2012)
- Kendall Fletcher, US-amerikanische Nationalspielerin (2012–2013)
- Loes Geurts, niederländische Nationalspielerin (2012–2013)
- Jane Ross, schottische Nationalspielerin (seit 2013)
- Kirsty Yallop, neuseeländische Nationalspielerin (seit 2011)
- Antonia Göransson, schwedische Nationalspielerin (2014–2015)

## Andere Abteilungen
Neben Mannschaften im Frauen-, Männer- und Nachwuchsfußball verfügt der Verein auch noch über eine Leichtathletikabteilung.